# Klassiska Weimar
Klassiska Weimar är ett världsarv som sammanfattar elva byggnader eller andra minnesmärken i den tyska staden Weimar. Dessa minnesmärken upptogs 2 december 1998 i UNESCOS:s världsarvslista.

## Kulturhistorisk relevans
Klassiska Weimar återspeglar en kulturepok, Weimarklassicismen, där den borgerliga upplysningstiden sammanträffade med öppna tankar vid ett furstligt hov i en centraleuropeisk residensstad omkring 1800.
Unesco skriver som förklaring för minnesmärkens upptagning i världsarvslistan:
"… den stora konstnärliga kvaliteten av allmänna och privata byggnader och parker i och nära staden återspeglar Weimarklassicismens kulturella blomstringstid."
I Goethe- och Schiller arkivet, som själv klassas som världsminne, samt i Herzogin Anna Amalia Bibliothek finns flera handskrifter, böcker och andra intyg av Weimarklassicismen. Den klassiska epoken räknas vanligen från Christoph Martin Wielands ankomst i Weimar 1772 till Goethes död 1832. De upptagna minnesmärkena visar poeternas och deras mecenaters livsvärld samt för tiden typiska verk inom arkitekturen, stadsbyggnadskonsten och landskapsplanering.

## Platser inom Klassiska Weimar
Minnesmärkena är:
- Goethes hus
- Schillers hus (Schillers Wohnhaus)
- Herdeplatser (Herderstätten)
  - Stadskyrkan (Stadtkirche)
  - Herdehuset (Herderhaus)
  - Gamla gymnasiet (Altes Gymnasium)
- Stadsslottet (Slottet)
- Änkepalatset (Wittumspalais)
- Anna Amalia-biblioteket (Anna Amalia Bibliothek)
- Parken vid Ilm (der Park an der Ilm)
  - Romerska hus (Römisches Haus)
  - Goethes trädgård och trädgårdshus (Goethes Garten und Gartenhaus)
- Slottet Belvedere med slottspark och orangeri
- Slottet Ettersburg med slottspark
- Slottet Tiefurt med slottspark
- Fürstengruft med den historiska kyrkogården